# Vuelo 8243 de Azerbaijan Airlines
El vuelo 8243 de Azerbaijan Airlines fue un vuelo internacional de pasajeros programado desde el Aeropuerto Internacional Heydar Alíyev hacia el Aeropuerto Internacional Kadírov Grozni el 25 de diciembre de 2024. El Embraer E190 se estrelló durante la aproximación final mientras realizaba un aterrizaje de emergencia.
Las agencias de noticias rusas dijeron que la aeronave volaba de Bakú, en Azerbaiyán, a Grozni en Chechenia, Rusia, pero que había sido desviado a otro aeropuerto debido a la niebla en Grozni. Según los primeros reportes, los pilotos activaron la señal de emergencia 7700 en su transpondedor, lo que indicaba que había ocurrido una emergencia a bordo, mientras la nave volaba sobre el mar Caspio. 29 de los pasajeros sobrevivieron al accidente. Informes preliminares de la Agencia Federal de Transporte Aéreo de Rusia sugirieron que el accidente pudo haber sido causado por un impacto de aves, aunque los supervivientes informaron de una explosión y metralla que impactó en el avión.
El 26 de diciembre, Euronews informó de que, según fuentes del gobierno azerbaiyano, el avión había sido alcanzado en pleno vuelo por un misil tierra-aire ruso durante los intentos de repeler un ataque con drones ucranianos al aeropuerto de Grozni. La metralla de la explosión había alcanzado a algunos pasajeros y a la tripulación de cabina. El 27 de diciembre, The New York Times informó de que los investigadores azerbaiyanos creían que un sistema de defensa aérea ruso Pantsir-S1 había dañado el avión antes de que se estrellara.
El 28 de diciembre, el presidente ruso, Vladímir Putin, pidió disculpas al presidente de Azerbaiyán, Ilham Alíyev, por el «trágico incidente» que se produjo en el espacio aéreo ruso. Afirmó que los drones ucranianos habían estado atacando Grozni en ese momento y que las defensas aéreas rusas habían repelido esos ataques, pero no confirmó que el avión hubiera sido derribado ni reconoció la responsabilidad rusa. El 29 de diciembre, el presidente Alíyev dijo que Rusia había derribado accidentalmente el avión, acusó a Rusia de intentar ocultar y «silenciar» el accidente y exigió una plena admisión de culpa, castigo para los responsables y una indemnización para las víctimas.

## Accidente
El avión despegó del Aeropuerto Internacional de Bakú a las 7:55 hora de Azerbaiyán (UTC+04:00) en un vuelo al Aeropuerto de Grozni.
Aproximadamente 40 minutos después del despegue, al entrar en el espacio aéreo ruso cerca de Grozni, la tripulación informó al control de tráfico aéreo que había perdido las ayudas de navegación GPS. Al mismo tiempo, la señal ADS-B de la aeronave, un sistema utilizado para el seguimiento en tiempo real de aviones, también desapareció.  Estos hechos indican de manera contundente que la aeronave fue sometida a “interferencias GPS”. Este tipo de interferencias están prohibidas según las regulaciones internacionales establecidas por la Unión Internacional de Telecomunicaciones y la Organización de Aviación Civil Internacional, de las cuales Rusia es miembro. A pesar de estas normativas, el ejército ruso ha empleado interferencias GPS para contrarrestar operaciones de drones ucranianos, lo que ha provocado que este problema sea recurrente en vuelos que ingresan al espacio aéreo ruso.
Según las transcripciones del control de tráfico aéreo, sin GPS, la tripulación solicitó una aproximación con radiofaro no direccional para la pista 26. A las 08:50 AZT (07:50 MSK, hora local en Grozni), se les autorizó a realizar la aproximación, pero debido a la niebla, la tripulación abortó el aterrizaje y realizó una aproximación frustrada. Posteriormente, se les autorizó un segundo intento de aterrizaje a las 09:10 AZT (08:10 MSK), pero nuevamente, debido a la niebla, abortaron el aterrizaje y comunicaron a los controladores que regresarían a Bakú.
Cuando el avión partió de Grozni, los pasajeros reportaron una explosión y que fragmentos impactaron la aeronave. A las 09:16 AZT, la tripulación informó de un “fallo de control” debido a un “impacto de ave en la cabina de mando”. Solicitaron desviar el vuelo al Aeropuerto Mineralnye Vody, pero al recibir el informe meteorológico, pidieron desviarse al Aeropuerto Uytash en Makhachkalá. Poco después, a las 09:22 AZT, la tripulación reportó un fallo en el sistema hidráulico. Los controladores aéreos recomendaron no intentar aterrizar en Makhachkalá debido a las malas condiciones meteorológicas. A las 09:25, la tripulación emitió una señal de socorro marcando el código squawk 7700, informando de un fallo en el sistema de control. A las 09:27 AZT, se les indicó contactar con el centro de control del área de Rostov.
A las 09:49, los pilotos solicitaron un aterrizaje de emergencia en el Aeropuerto Internacional de Aktau y trataron de gestionar la aproximación en modo manual, con la hora estimada de aterrizaje fijada para las 10:25 (11:25 hora de Kazajistán AQTT, UTC+05:00). A las 10:00 (11:00 AQTT), el Departamento de Situaciones de Emergencia de la Región de Mangystau movilizó equipos de respuesta y recursos hacia el aeropuerto de Aktau.
El avión ingresó al espacio aéreo kazajo a las 10:02, reapareciendo en el sistema ADS-B a las 10:07 mientras volaba sobre el Mar Caspio hacia Aktau. Los datos de altitud y velocidad del ADS-B indicaron variaciones extremas en estos valores.
Incapaz de aterrizar en el primer intento, la aeronave realizó una maniobra de aproximación frustrada para reposicionarse en otra aproximación a la pista. Durante el tercer intento, a las 10:28, se perdió la comunicación entre los pilotos y el control de tráfico aéreo. A las 10:30, el avión impactó contra el suelo a tres kilómetros del aeropuerto, golpeando primero con su ala derecha. Luego, se volteó, explotó y se partió en dos grandes secciones. La explosión, combinada con el incendio que se produjo tras el impacto, destruyó la parte frontal de la aeronave. La sección trasera quedó boca abajo, separada del resto de los restos, y permaneció en gran parte intacta. El accidente fue captado en vídeo, donde se pudo observar que el tren de aterrizaje estaba desplegado en el momento del impacto. En respuesta, los recursos y personal adicionales del Departamento de Situaciones de Emergencia, que ya estaban en el aeropuerto de Aktau, llegaron al lugar del accidente a las 10:35 y se desplegaron bajo un rango de emergencia elevado, extinguiendo el incendio a las 11:05 AZT (12:05 AQTT).Un miembro sobreviviente de la tripulación declaró que inicialmente los pilotos les indicaron prepararse para un amerizaje, antes de cambiar a un aterrizaje terrestre.
De las 67 personas a bordo, 29 sobrevivieron y 38 fallecieron. La víctima más joven fue un niño de 13 años. De los cinco miembros de la tripulación, sobrevivieron dos auxiliares de vuelo, mientras que los dos pilotos y un auxiliar de vuelo fallecieron. Las autoridades confirmaron que todas las muertes ocurrieron en el lugar del accidente. Los 29 supervivientes, incluidos dos niños, fueron hospitalizados tras el accidente, con lesiones que incluyeron traumatismos craneoencefálicos cerrados, conmoción cerebral, lesiones torácicas cerradas y shocks traumáticos. Once de ellos se encontraban en estado crítico. Se cree que la mayoría de los supervivientes estaban sentados en la sección trasera de la aeronave.

## Investigación
Tanto Azerbaiyán como Kazajistán abrieron una investigación sobre el desastre y este último país creó una comisión.
Azerbaijan Airlines abrió una línea directa para los familiares de las personas a bordo.

### Hipótesis del derribo ruso

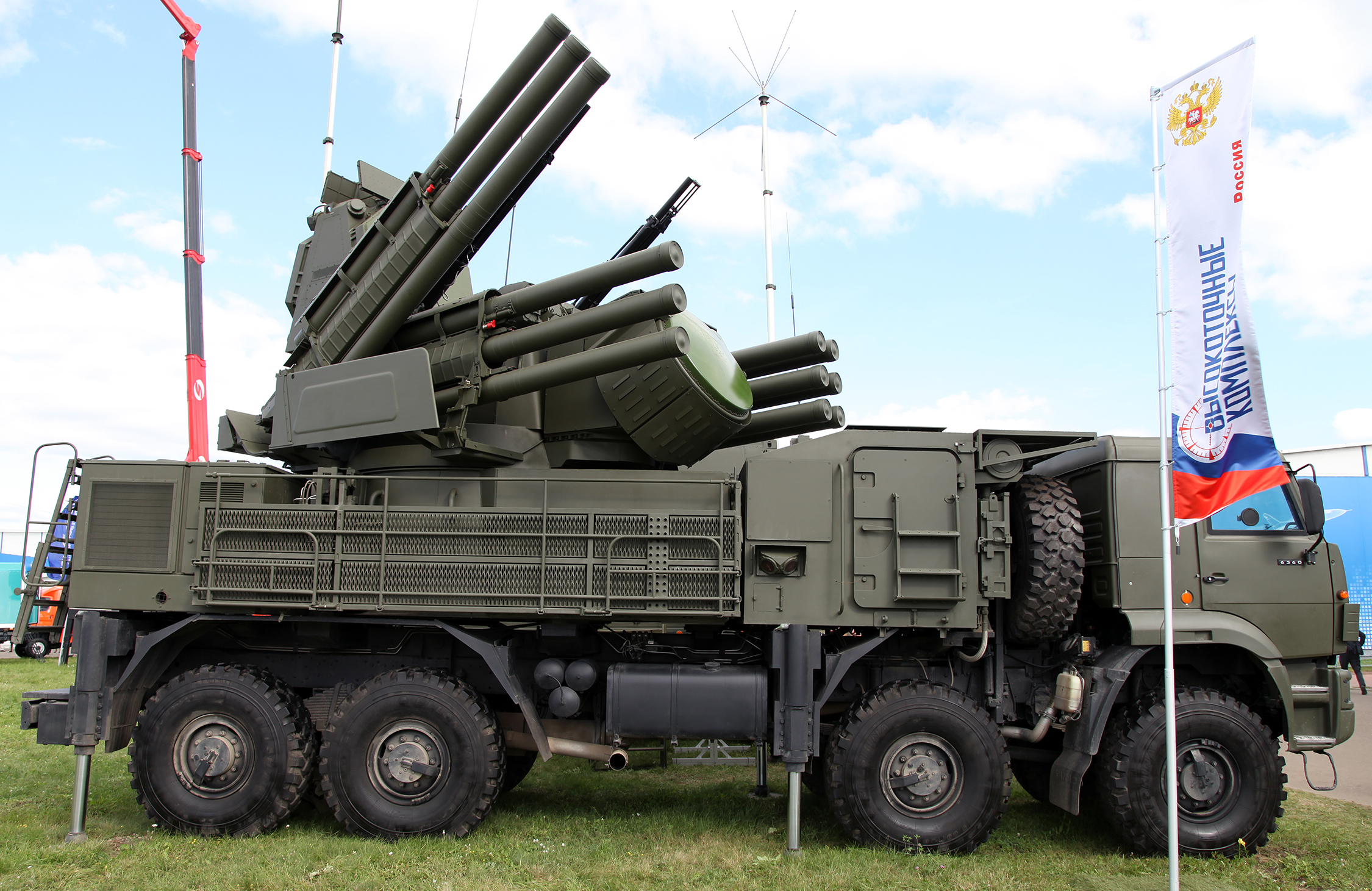
Lanzador de misiles Pantsir

En la mañana del 25 de diciembre, alrededor de las 07:25 hora local (04:25 UTC), se informó de que se estaban produciendo ataques ucranianos con vehículos aéreos no tripulados en Grozni. Poco después, a las 09:35 hora local (06:35 UTC), la tripulación del avión de pasajeros emitió una señal de socorro poniendo la marca 7700 en su transpondedor. Según Flightradar24, la aeronave se encontró con una interferencia del GPS, con datos de posición ADS-B no válidos a partir de las 04:25 UTC debido a una interferencia significativa.
Diversos medios de todo el mundo apuntaron a la posibilidad de que la caída del vuelo J2-8243 fuese en realidad un derribo del mismo por parte de la artillería rusa al confundir la aeronave con un dron ucraniano de largo alcance muy utilizados en la guerra con drones del contexto de la invasión rusa de Ucrania, en la que Ucrania ha utilizado estos vehículos habitualmente para atacar bases alejadas de la línea de contacto. De hecho, en los días anteriores, Ucrania había conseguido alcanzar la base naval rusa del Mar Caspio, haciendo salir varias naves de la Flotilla del Caspio, en una ruta cercana a la atravesada por el vuelo de Azerbaijan Airlines.
Los daños en el avión incluían aparentes marcas de metralla en el estabilizador vertical y las alas, lo que sugiere una explosión cercana. Los relatos de testigos informaron de lesiones, con una mujer herida en la pierna y el chaleco salvavidas de otro testigo perforado por metralla. El analista militar Yan Matveyev planteó la hipótesis de que los sistemas antiaéreos rusos, posiblemente el Pantsir-S1, pueden haber confundido el avión con un UAV debido a una falla en el sistema de identificador amigo-enemigo. En una entrevista con Türkiye Today, el analista de aviación Richard Aboulafia rechazó la hipótesis del impacto de aves, diciendo «Puedes perder el control del avión, pero no volar salvajemente fuera de curso como consecuencia». Türkiye Today señaló que los extensos patrones de daño por metralla en el fuselaje y la sección de cola del avión no eran consistentes con los daños causados por impactos de aves, sino que se parecían a los de los impactos de munición antiaérea, y agregó que «la concentración de agujeros de perforación en la sección de cola sugiere una posible pérdida de sistemas hidráulicos, similar al accidente del vuelo 232 de United Airlines». Militarnyi también señaló similitudes entre este vuelo y un Ilyushin Il-22PP dañado por un misil antiaéreo, afirmando que «se puede ver la similitud del daño y la cantidad de agujeros en el casco, lo que probablemente indica daño por un fragmento de alto explosivo». Meduza describió de manera similar la evidencia que sugiere que el avión fue alcanzado por la defensa aérea rusa. Osprey Flight Solutions, una empresa de seguridad de la aviación con sede en el Reino Unido que proporciona análisis para aerolíneas que aún vuelan a Rusia, advirtió a sus clientes que el avión probablemente había sido derribado por un sistema de defensa aérea militar ruso.
El 27 de diciembre, The New York Times informó que los investigadores azerbaiyanos creían que un sistema de defensa aérea ruso Pantsir-S1 era responsable del daño sufrido por el avión.